# Zdroje (Zwierzeńskie Pole)
Zdroje – nieoficjalny przysiółek wsi Zwierzeńskie Pole w Polsce położony w województwie warmińsko-mazurskim, w powiecie elbląskim, w gminie Markusy
Miejscowość leży na obszarze Żuław Elbląskich.
W latach 1975–1998 miejscowość administracyjnie należała do województwa elbląskiego.